# لانگ، اشتایرمارک
لانگ (به آلمانی: Lang) یک منطقهٔ مسکونی در اتریش است که در لیبنیتس واقع شده‌است. لانگ ۱۵٫۶۶ کیلومتر مربع مساحت دارد ۲۸۶ متر بالاتر از سطح دریا واقع شده‌است.